# Вез (часопис)
Вез је часопис који је излазио једном месечно у периоду од 1926. до 1932. године у Трсту. Био је намењен женској публици, пре свега онима из Истре, али је у себи садржао и рубрике за децу. Уредница и издавач била је Марчела Пахор, а штампу је радила тискара Единост у Трсту. Годишња претплата износила је 30 динара за целу годину, односно 15 динара за пола године, а цена појединачног броја била је 3 и по динара. Претплатници из Југославије слали су претплату путем Задружне банке у Сплиту. Часопис је излазио 12 пута годишње, сем 1926. године, када је изашло укупно 10 примерака, а претплата је била 25 динара.

У овом часопису могли су се наћи најразличитији текстови чија је тематика углавном била домаћинство, здравство, мајчинство, брига о деци, као и сличне теме којима су жене биле склоније него мушкарци. Часопис је био ведрог духа, забавног карактера, са шалама и пригодним вицевима, како за децу, тако и за одрасле. Читаоци су у овом часопису могли наћи пуно литерарног садржаја, са занимљивим причама, приповеткама и песмама. Објављивана су и писма читалаца, а често су спомињани и добротвори и донатори, којима би се уредништво јавно захвалило. Сталне рубрике биле су Рубрика за децу, затим Занимљивости из женског света и забавни део, који је углавном био на последњој страни. У часопису је било илустрација и слика, али је текст био доминантнији.
- Насловна страна првог броја часописа Вез из јануара 1927. године.
- Насловна страна другог броја часописа Вез из фебруара 1927. године.